# Дубрава (Хорватия)
Дубрава (хорв. Dubrava) — община в Хорватии, входит в Загребскую жупанию. Община включает 26 населённых пунктов. По данным 2001 года, в ней проживало 5478 человек. Общая площадь общины составляет 115 км².